# Gustav von Schrötter
Gustav Georg Hermann Schrötter, seit 1840 von Schrötter (* 26. Dezember 1830 in Landeshut, Provinz Schlesien; † 12. September 1919 in Frankfurt (Oder)) war ein preußischer Generalleutnant.

## Leben

### Herkunft
Er war der Sohn des wirklichen Geheimen Oberjustizrates und Appellatinsgerichtspräsidenten in Bromberg Gustav von Schrötter (1798–1882) und dessen Ehefrau Johanna Sophie, geborene Augustin (1805–1870). Sein Bruder Waldemar (1842–1894) wurde preußischer Generalmajor, sein Bruder Wilhelm war Landrat des Kreises Wittgenstein und Oberregierungsrat in Frankfurt (Oder). Die Familie erhielt 1840 eine preußische Nobilitierung und war nicht näher verwandt mit dem gleichnamigen Geschlecht, das 1685 in den polnischen Ritterstand erhoben worden war.

### Militärkarriere
Schrötter besuchte Gymnasien in Frankfurt (Oder), Bromberg, Berlin und Köslin. Anschließend studierte er an der Universität Berlin Jura. Am 7. Oktober 1849 trat er als Einjährig-Freiwilliger in die Garde-Artillerie-Brigade der Preußischen Armee ein. Hier avancierte Schrötter am 8. Juni 1850 zum Portepeefähnrich und besuchte zur weiteren Ausbildung von Oktober 1850 bis Ende September 1853 die Vereinigte Artillerie- und Ingenieurschule. Zwischenzeitlich zum Sekondeleutnant aufgestiegen, wurde er am 28. März 1854 unter Stellung à la suite zum Adjutanten der kombinierten Festungsartillerie-Abteilung ernannt. Schröter absolvierte dann vom 1. Oktober 1858 für drei Jahre die Kriegsakademie und wurde als Premierleutnant wegen seiner guten Resultate zur Begleitung des Prinzen Karl von Hohenzollern-Sigmaringen kommandiert. Mit Karl, dem späteren König von Rumänien, unternahm Schrötter eine große Reise nach Frankreich, Algier und Spanien. Am 1. Mai 1863 erhielt Schrötter seine Kommandierung zur Trigonometrischen Abteilung des Großen Generalstabes. Dort avancierte er Mitte März 1864 zum Hauptmann und versah für knapp zwei Monate Truppendienst als Batteriechef im Garde-Feldartillerie-Regiment.
Unter Stellung à la suite wurde Schrötter am 22. Dezember 1865 vom damaligen Kronprinzen Friedrich zum militärischen Erzieher (Militärgouverneur) seines ältesten Sohnes Wilhelm, dem späteren Kaiser Wilhelm II. ernannt. Dabei wurde ihm der Vorzug gegenüber dem zweiten vorgesehenen Kandidaten Alfred von Waldersee gegeben. Die Wahl auf ihn war u. a. auf Empfehlung Stockmars („[ein] hübscher eleganter Mann“) und des Generalstabschefs Helmuth von Moltke („durchaus gebildeter Mann“) gefallen. Schrötter trat seine Stellung am 1. Januar 1866 an.
Schrötter vermittelte dem jungen Prinzen erste Kenntnisse über Uniformen, Waffen und Waffengattungen. Seine zivile Erziehung erfuhr der Prinz dagegen in erster Linie durch den Gymnasiallehrer Georg Ernst Hinzpeter. Allen Quellen zufolge war die Beziehung des späteren Kaisers zu seinem Erzieher, der ihn auch im Reiten unterwies, denkbar gut. Wilhelms Biograph John Röhl urteilte später: „Schrötter verkörperte vielleicht für ihn [Wilhelm] ein Ideal, nach welchem er zeit seines Lebens suchen solle.“ Außerdem stellt Röhl die Theorie auf, dass in der Beziehung zu Schrötter „eine psychologische Grundlage für das ungewöhnlich enge Verhältnis gelegt wurde, das den nachmaligen Kaiser mit allen Mitgliedern seiner militärischen Umgebung verband.“
Unter Entbindung von seinem Verhältnis als Militärgouverneur wurde Schrötter am 6. August 1867 in den Großen Generalstab versetzt. Dort folgte am 22. März 1868 seine Beförderung zum Major sowie am 25. November die Versetzung in den Generalstab der 1. Division. In dieser Stellung nahm Schrötter 1870/71 während des Krieges gegen Frankreich an den Schlachten bei Colombey, Noisseville, Amiens und Saint-Quentin sowie der Belagerung von Metz teil. Ausgezeichnet mit beiden Klassen des Eisernen Kreuzes wurde Schrötter nach dem Frieden von Frankfurt am 18. Oktober 1871 à la suite des Generalstabes gestellt und zum Direktor der Kriegsschule Metz ernannt. Daran schloss vom 6. April 1872 bis zum 10. März 1876 eine Verwendung als Militärbevollmächtigter an die deutsche Botschaft in London an, wo ihm die Pflege der militärpolitischen Beziehungen des Deutschen Reiches zum Vereinigten Königreich oblagen.
Nach seiner Abberufung aus London wurde Schrötter Kommandeur des Niederschlesischen Feldartillerie-Regiments Nr. 5 in Sprottau und in dieser Eigenschaft am 22. März 1876 zum Oberst befördert. Unter Stellung à la suite seines Regiments beauftragte man ihn am 22. September 1877 mit der Führung der 10. Feldartillerie-Brigade in Hannover und ernannte Schrötter am 13. November 1877 zum Kommandeur dieses Großverbandes. Er avancierte am 13. September 1882 zum Generalmajor und wurde am 2. September 1884 Ehrenritter des Johanniterordens. Unter Verleihung des Charakters als Generalleutnant wurde Schrötter am 9. Oktober 1886 mit der gesetzlichen Pension zur Disposition gestellt.
In nachmaliger Würdigung seiner langjährigen Verdienste erhielt Schrötter am 18. Januar 1896 den Stern zum Kronenorden II. Klasse sowie am 25. Dezember 1910 den Stern zum Roten Adlerorden II. Klasse mit Eichenlaub.
1918/19 erlebte Schrötter noch als greiser Mann von fast neunzig Jahren den Sturz seines einstigen Mündels vom deutschen Kaiserthron und seine Flucht ins holländische Exil anlässlich des Endes des Ersten Weltkriegs mit.
Wilhelm II. beschrieb seinen Erzieher Jahrzehnte später, als er in den 1920er Jahren als alter Mann seine Memoiren niederschrieb, als einen Mann „von einfachem, schlichtem Wesen, den ich sehr verehrt habe. Er [Schrötter] verstand es in glücklicher Weise, seinem Zögling die Kenntnis […] [der militärischen Dinge] zu vermitteln und sein Interesse, das schon frühzeitig durch das Vorbild von Großvater und Vater geweckt war, lebendig zu erhalten und zu vertiefen.“

### Familie
Schrötter hatte sich am 25. Juli 1870 in Beisleiden mit Karoline von Oldenburg (1843–1890) verheiratet. Aus der Ehe gingen folgende Kinder hervor:
- Georg (* 1872), preußischer Oberstleutnant a. D.
- Johanna (* 1873)
- Hildegard (* 1876) ⚭ 1916 Otto Mauer, Pfarrer
- Friedrich (* 1877), preußischer Hauptmann

## Bildmaterial
Eine zeitgenössische Bilddarstellung Schrötters findet sich bei John Röhl: Wilhelm II., 1859 bis 1888. S. 139.